# Kasztelania płocka

Herb Płocka

Kasztelania płocka – kasztelania mieszcząca się niegdyś w województwie płockim z siedzibą (kasztelem) w Płocku. Należała do większych kasztelanii i uprawniała do zajmowania 54. miejsca wśród senatorów świeckich.

## Kasztelanowie płoccy
- Safin ze Szczawina herbu Prawdzic (1452)
- Zawisza z Konradźca Dłużniewski (1496-1504)[3]
- Tomasz Narzymski z Bartnik (1504-1519)
- Piotr Kryski herbu Prawdzic (1519-1521)
- Jan Wieczwiński herbu Prus (1521-1535)
- Jan Zawisza z Konradźca Dłużniewski (1535-1536)
- Jakub Narzymski herbu Dołęga (1536-1539)
- Andrzej Sieprski z Gulczewa herbu Prawdzic (1539-1542)
- Jan Szymanowski herbu Ślepowron (1542-1556)
- Adam Wilkanowski herbu Lis (1556-1563)
- Anzelm Gostomski herbu Nałęcz 1563-1574)
- Tomasz Narzymski herbu Dołęga (1574-1576)
- Grzegorz Zieliński herbu Świnka (1576-1582)
- Wojciech Wilkanowski herbu Lis (1582-1595)
- Paweł Łoś herbu Dąbrowa (1595-1596/1597)
- Stanisław Krasiński herbu Ślepowron (1596/1597-1600)
- Stanisław Garwaski herbu Grzymała (1600-1609/1613)
- Wojciech Kryski herbu Prawdzic (1613-1616)
- Paweł Garwaski herbu Grzymała (1616-1618)
- Walenty Zieliński herbu Świnka (1618-1646)
- Jan Kazimierz Krasiński herbu Ślepowron (1646-1648)
- Stanisław Krasiński herbu Ślepowron (1648-1654)
- Gabriel Krasiński herbu Ślepowron (1654-1676)
- Stefan Gembicki herbu Nałęcz (1676-1695)
- Franciszek Bogusław Denhoff herbu własnego (1695-1699)
- Paweł Niszczycki herbu Prawdzic (1699-1703)
- Stanisław Bonifacy Krasiński herbu Ślepowron (1712-1716)
- Mikołaj Podoski herbu Junosza (1717-1736)
- Michał Nieborski herbu Lubicz (1736-1746)
- Bogdan Mostowski herbu Dołęga (1746-1756)
- Ignacy Zboiński herbu Ogończyk (1756-1777)
- Jan Krajewski herbu Trzaska (1777-1781)
- Maksymilian Bruno Sierakowski herbu Ogończyk (1781-1790)
- Franciszek Zboiński herbu Ogończyk (1790-1793)